# Soundtrack to a Coup d'Etat
Soundtrack to a Coup d'Etat (bra: Trilha Sonora para um Golpe de Estado) é um documentário de 2024 dirigido por Johan Grimonprez sobre o episódio da Guerra Fria que levou os músicos americanos Abbey Lincoln e Max Roach a invadir o Conselho de Segurança das Nações Unidas em protesto contra o assassinato do líder congolês Patrice Lumumba.
Apresentando trechos de My Country, Africa de Andrée Blouin (narrado por Marie Daulne, também conhecida como Zap Mama), Congo Inc. de In Koli Jean Bofane, To Katanga and Back de Conor Cruise O'Brien (narrado por Patrick Cruise O'Brien) e memórias em áudio de Nikita Khrushchev, ganhou o Prêmio André Cavens de Melhor Filme da Associação Belga de Críticos de Cinema.

## Enredo
Em uma manhã de fevereiro de 1961, a cantora Abbey Lincoln e o baterista Max Roach invadem o Conselho de Segurança das Nações Unidas para protestar contra o assassinato do primeiro-ministro Patrice Lumumba do Congo recém-independente. Sessenta manifestantes gritando trocam socos, batem seus saltos altos e provocam uma escaramuça com guardas despreparados enquanto diplomatas assistem em choque.
Seis meses antes, dezesseis países africanos recém-independentes são admitidos nas Nações Unidas, afastando a maioria dos votos das antigas potências coloniais. O líder soviético Nikita Khrushchev fala em oposição à tomada de poder neocolonial que se desenrola na República do Congo (Léopoldville) (atual República Democrática do Congo). Denunciando a barreira de cor da América e a cumplicidade da ONU na derrubada de Lumumba, ele exige descolonização imediata em todo o mundo.
Para manter o controle sobre as riquezas do que costumava ser o Congo Belga, o Rei Balduíno da Bélgica encontra um aliado na administração Eisenhower, que teme perder o acesso a uma das maiores reservas conhecidas de urânio do mundo, um metal vital para a criação de bombas atômicas. Congo-Léopoldville assume o centro do palco tanto para a Guerra Fria quanto para o esquema de controle da ONU. O Departamento de Estado dos EUA entra em ação: o embaixador do jazz Louis Armstrong é enviado para conquistar os corações e mentes da África. Involuntariamente, Armstrong se torna uma cortina de fumaça para desviar a atenção do primeiro golpe pós-colonial da África, levando ao assassinato do primeiro líder democraticamente eleito do Congo. Malcolm X se levanta em apoio aberto a Lumumba e seus esforços para criar os Estados Unidos da África, ao mesmo tempo em que reformula a luta pela liberdade dos afro-americanos como uma luta não pelos direitos civis, mas pelos direitos humanos, com o objetivo de levar seu caso à ONU.
Enquanto embaixadores do jazz negro se apresentam desavisados em meio a agentes secretos da CIA, nomes como Armstrong, Nina Simone, Duke Ellington, Dizzy Gillespie e Melba Liston enfrentam um dilema doloroso: como representar um país onde a segregação ainda é a lei do país.
Jazz e descolonização estão entrelaçados neste episódio esquecido da Guerra Fria, onde os maiores músicos pisaram no palco político, e políticos oprimidos emprestaram suas vozes como cantores principais inadvertidos. Esta história do enfraquecimento da autodeterminação africana é contada da perspectiva da ativista dos direitos das mulheres e política centro-africana Andrée Blouin, do diplomata irlandês e enfant terrible Conor Cruise O'Brien, do escritor belga-congolês In Koli Jean Bofane e do próprio Nikita Khrushchev.

## Produção
Uma das inspirações de Johan Grimonprez para fazer o filme foi seu fascínio pelo incidente de bater sapatos por Nikita Khrushchev. O filme, feito inteiramente com filmagens de arquivo, foi editado usando o Adobe Premiere Pro e corrigido a cor com o DaVinci Resolve.

## Lançamento e recepção
Soundtrack to a Coup d'Etat estreou no Festival de Cinema de Sundance de 2024 como parte da Competição Mundial de Documentários, onde recebeu o Prêmio Especial do Júri por Inovação Cinematográfica. O júri descreveu o filme como "uma maneira ousada e ambiciosa de lidar com uma história complexa. Ele irrompe em nossa consciência usando múltiplas formas de contar histórias, pegando uma história oculta e nos fazendo vê-la de forma diferente." A crítica de cinema Alissa Wilkinson publicou no The New York Times: "Não consigo parar de pensar no notável Soundtrack to a Coup d'Etat, um filme extenso que é um ensaio bem pesquisado sobre a mudança de regime de 1960 na República Democrática do Congo e o papel que os Estados Unidos, particularmente a CIA, desempenharam." Mais tarde, ela descreveu o filme como "maravilhoso".
O crítico Murtada Elfadl publicou na Variety: "uma peça revigorante de documentário [...] É denso, mas cheio de nuances, conseguindo capturar tantos fios díspares que combinados resultaram no assassinato de Lumumba." Marye E. Gates escreveu em RogerEbert.com: "Um vídeo-ensaio abrasador… Assistir ao documentário evoca o mesmo sentimento intelectual e visceral que se obtém ao ler uma densa obra de não ficção… Para muitos será uma revelação." David Opie para IndieWire: "Um vibrante ensaio cinematográfico que une jazz e política... O documentário de Grimonprez tem um toque impressionista que pede ao público que participe ativamente na junção de tudo... É um comício emocionante que é exclusivamente cinematográfico na forma como tantos elementos se juntam de forma tão precisa e ainda assim parecem tão orgânicos também." Lovia Gyarkye para o The Hollywood Reporter: "Soundtrack to a Coup d'Etat parece um thriller sincopado."
O filme foi escolhido como um dos "10 melhores filmes do Festival de Cinema de Sundance de 2024" pela Rolling Stone. Também foi exibido na Quinzena dos Diretores do MoMa e na edição de 2024 do Cinéma du Réel. Soundtrack to a Coup d'Etat foi indicado ao Gotham Awards, ao Critics Choice Doc Awards, ao Cinema Eye Honors, ao European Film Awards, ao IDA Doc Awards e ao Independent Spirit Awards na categoria Melhor Documentário. O filme foi destaque na lista dos "10 melhores filmes de 2024" do The New York Times e na categoria de filmes "Melhores de 2024" da Artforum.
O Screen Daily classificou Soundtrack to a Coup d'Etat como o melhor filme de 2024. O filme foi incluído na lista de "Quem a Academia deve indicar para o Oscar em 2024" do The New York Times.